# Чолпань
Чолпань, Чолпані (рум. Ciolpani) — село у повіті Ілфов в Румунії. Входить до складу комуни Чолпань.
Село розташоване на відстані 31 км на північ від Бухареста, 110 км на південь від Брашова.

## Населення
За даними перепису населення 2002 року у селі проживали 2860 осіб, усі — румуни. Усі жителі села рідною мовою назвали румунську.